# Malmö Redhawks
Malmö Redhawks, tidigare Malmö FF, MFF Ishockey, Malmö IF, MIF, MIF Redhawks, är en ishockeyförening i Malmö i Sverige, grundad 1972. Laget skördade stora framgångar under 1990-talet, bland annat som svenska mästare två gånger (1992, 1994), och en Europacuptitel (1993). Så småningom avtog lagets sportsliga framgångar och man kom att spela i Hockeyallsvenskan åren 2007–2015. Sedan säsongen 2015/2016 spelar Malmö Redhawks åter i Sveriges högsta division.

## Förhistoria
År 1937 flyttade stockholmaren Folke Lindström till Malmö för att spela bandy för Malmö BI (boll- och idrottsförening) och lyckades ganska snabbt få föreningen att ta upp ishockey på programmet, men efter några år lades sektionen ned och Lindström fick söka sig någon annanstans. Han ville starta ett ishockeylag, vilket beviljades. Dock ville han ha konkurrens, så istället för att slå sig samman med IFK Malmö Hockey valde han att gå egna vägar.
1944 tog Malmö FF (MFF) upp ishockey på programmet, under ledning av Folke Lindström. Malmö FF vann sitt första DM-tecken 1947 och Lindström började använda sina kontakter i Stockholmstrakten för att värva spelare till MFF. Spelåret 1955/56 gjorde MFF sitt första besök i det nationella seriesystemet när laget spelade i Division II, men förutsättningarna var inte de bästa. 1956 blev Malmös första konstfrusna isbana klar, och resan mot högsta serien kunde börja på allvar. Satsningen tog rejäl fart 1968 när Folke Lindström övertalade Sven Tumba att skriva på för MFF. För publiken blev det en succé, men aldrig sportsligt. Ishockeysektionen tärde på MFF:s ekonomi alltmer och 1972 lades den ner.

## Historia

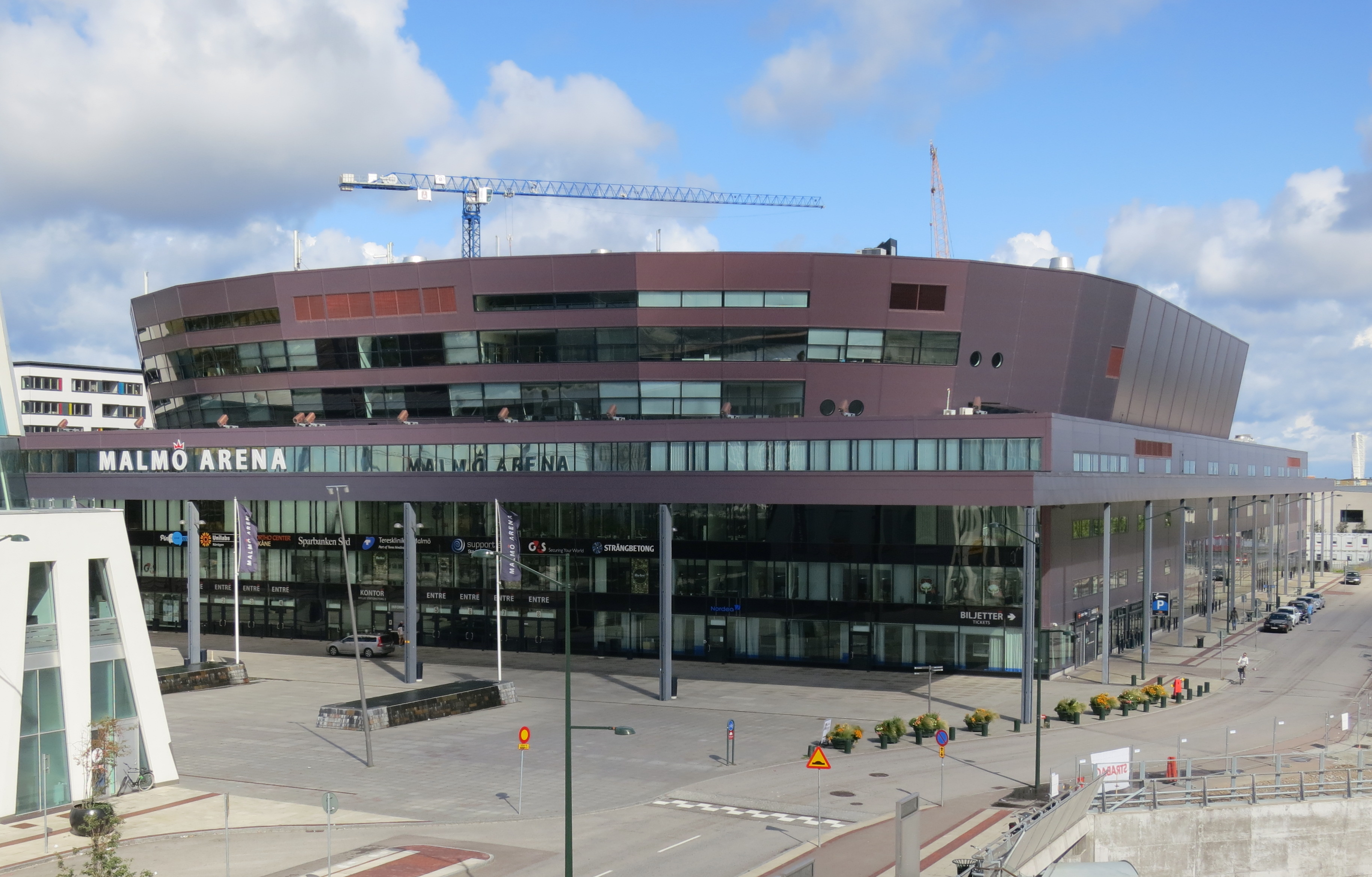
Exteriör av Malmö Arena.

Malmö IF/FF bildades den 28 februari 1972; föreningen behöll FF i namnet för att slippa nedflyttning i seriesystemet. Konstruktörerna till det nya MIF var Lennart Lundberg och Rickard Fagerlund, då verksam på Verdexa i Malmö. Dessa båda ingick i den interimsstyrelse som satte igång verksamheten. Skulderna i den nybildade föreningen uppgick till 90 000 kronor (cirka 600 000 kronor i 2012 års penningvärde). Till ordförande utsågs Nils Yngvesson, som då var socialdemokratiskt kommunalråd, och Putte Brännström blev spelande tränare. Rivaliteten med Rögle Bandyklubb blev allt större under 1980-talet bland annat då Malmö bröt en överenskommelse om värvningsförbud mellan klubbarna.

### Det första decenniet (1972–1984)
Malmös nybildade ishockeyförening debuterade i Division II Södra B 1972/73, med Putte Brännström som spelande tränare, där laget slutade på tredje plats. Säsongen därpå hade Malmö IF ett ungt lag och satsade inte på att avancera i seriesystemet. Trots detta vann laget serien, men kom sist i kvalserien till Division I (Sveriges näst högsta division). Under säsongen 1974/75 lämnade Rickard Fagerlund sin roll som ordförande och efterträddes av Lennart Lundberg, som varit en av konstruktörerna till den nya föreningen. På isen tävlades det om platser till nya Division I (andradivisionen); fem lag tog plats i den nya serien och sju lag degraderades till Division II. Malmös tredjeplats i Division II Södra B räckte för ett avancemang. Jan Stolpe, som hade tränat laget sedan 1973/74, lämnade sin position efter avancemanget men skulle återkomma både till 1977/78 och åren 1982–1984. Under första året i nya andradivisionen fanns spelare som Göran Nilsson, Warren Andersson och P-O Sternek i laget som nådde en fjärdeplats i grundserien men förlorade i playoff mot Örebro IK.

### Vägen till, och sejour i, Elitserien (1984–2005)

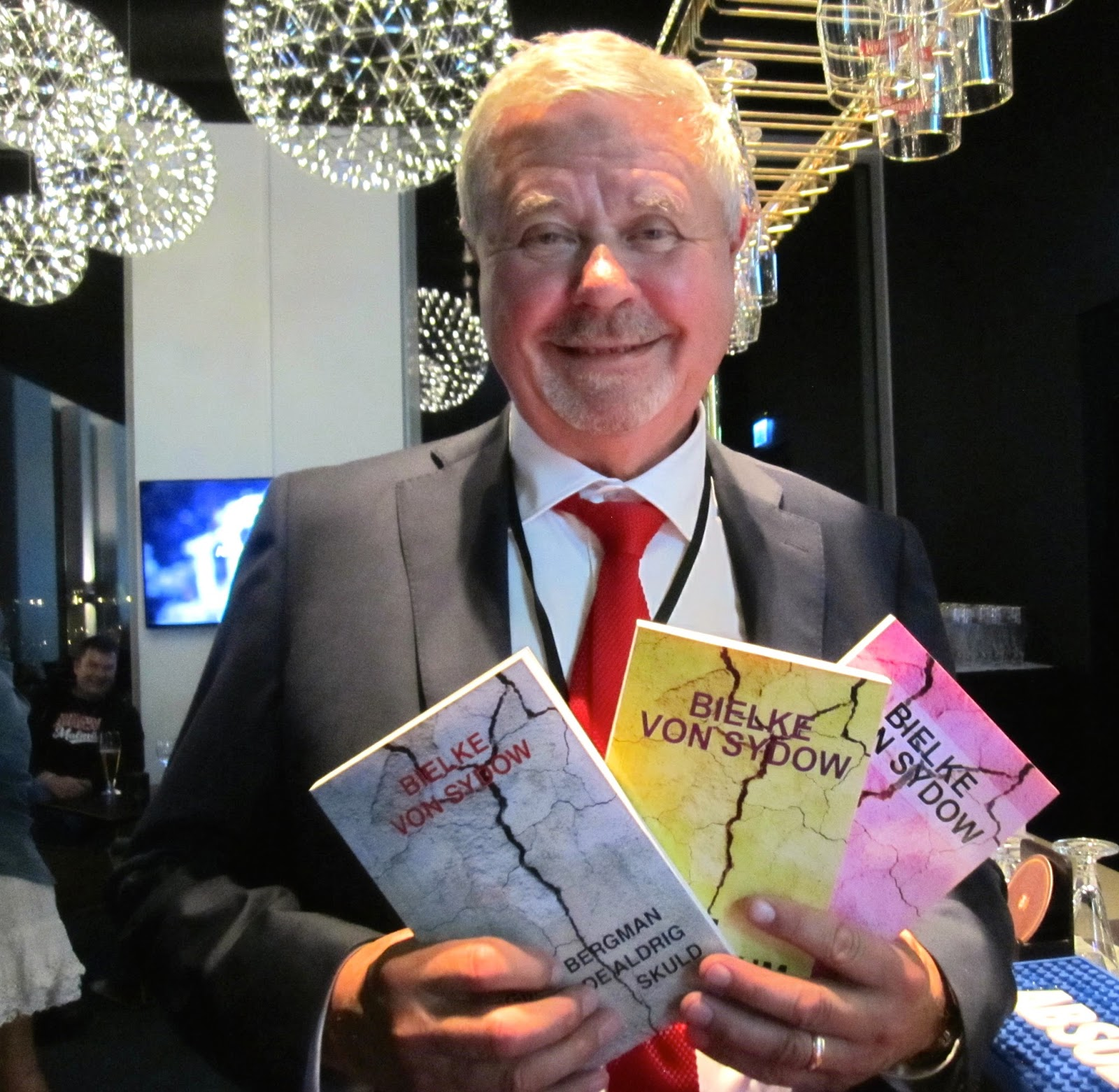
Percy Nilsson (2016), klubbens ordförande i över 20 år och en av dess största finansiärer.

När Malmö IF hade degraderats till tredjedivisionen 1984 valde Nils Yngvesson att tacka för sig, och i en situation med kritisk ekonomi blev Percy Nilsson klubbens nye ordförande. Med hjälp av inköpta stjärnspelare började klubben satsa för spel i Elitserien, dåtidens högsta division. Satsningen hade tagit form när det, till ackompanjerad orgelmusik vid Gustav Adolfs torg, den 6 maj 1988 presenterades svensk ishockeys största spelarvärvningskampanj i form av Peter "Pekka" Lindmark, Mats Lusth, Anders Svensson, Håkan Åhlund, Matti Pauna, Carl Erik Larsson och Bo Svanberg. Denna värvningsbomb ledde också till ishockeyfeber i den annars fotbollsdominerande staden Malmö, medan övriga Sverige norr om Skåne hånade Malmö med smeknamnet "Köpelaget". Säsongen 1988/89 ledde dock inte till något avancemang, utan Percy Nilsson kom att satsa ytterligare; miljonbygget skulle kompletteras med Raimo Helminen, Peter Andersson, Mats Hallin, Lennart Hermansson och Anders Forsberg. Timo Lahtinen tog därtill över som tränare efter Lennart Källén. Malmö vann grundserien 1989/90 och gick obesegrat genom den allsvenska fortsättningsserien, för att slutligen vinna finalspelet mot Modo Hockey innan avancemanget till Elitserien stod klart den 14 mars 1990.
Malmö etablerade sig i Elitserien med en femteplats i grundserien 1990/91 och tog sig direkt till slutspel, där Luleå HF satte stopp i kvartsfinalen med två raka vinster. Till 1991/92 satsade Malmö vidare och inledde säsongen med elva raka matcher utan förlust. Fram till den absolut sista omgången höll MIF dessutom serieledningen, där Färjestad BK smet förbi och knep seriesegern. I slutspelet var det dock MIF som drog det längsta strået; AIK och Brynäs IF förpassades ut ur slutspelet i kvarts- respektive semifinal och i SM-finalen väntade en jämn serie mot Djurgården, där de tre första matcherna fick avgöras via sudden death. Den 14 april spelades den femte och avgörande matchen på Malmö Isstadion inför 5 940 åskådare (publikrekord på Isstadion). MIF vann med 4–2 och laget kunde fira sitt första SM-guld. I övrigt kan noteras att en blott 16-årig Jesper Mattsson gjorde sin första Elitseriesäsong. Säsongen därpå var Malmö åter med i toppen av Elitserien och landade till slut på en tredjeplats i tabellen. Den 30 december 1992 stod MIF som segrare i Europacupen; i Düsseldorf besegrades Dynamo Moskva efter straffar där Peter Sundström blev den enda målskytten. I SM-slutspelet nådde MIF en semifinal där blivande svenska mästarna Brynäs satte stopp för säsongen. Nyförvärvet Róbert Švehla vann den interna skytteligan med sina 19 mål, detta i egenskap av den dittills målfarligaste backen någonsin i Elitserien.
1993/94 tog Malmö ännu en tredjeplats i tabellen, medan rivalen Rögle BK tog sig detta år till sitt första SM-slutspel; MIF vann denna kvartsfinal med 7–2, 3–2 och 3–0. I semifinalen togs revansch på Brynäs för förlusten året innan och i finalen väntade Modo Hockey. Efter att ångermanlänningarna vunnit de två inledande matcherna kom MIF att vända finalserien, och den 14 april 1994 – exakt två år efter det första – bärgades SM-guld nummer två. (Efter slutsignalen stod en frustrerad 21-åring i form av Modos Peter Forsberg för sin mest klassiska TV-intervju där han sågade domare Börje Johanssons insats.) Efter säsongen lämnade Timo Lahtinen sin tränarpost.

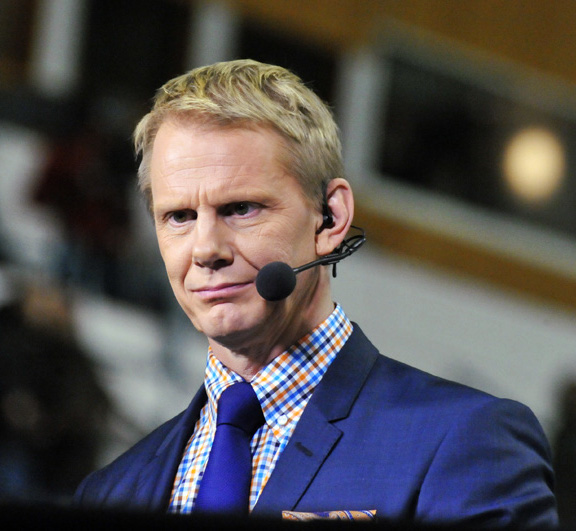
Niklas Wikegård var en av tränarna under klubbens första långa sejour i den högsta divisionen.

En matchdress samt tilläggsnamnet Redhawks infördes 1996 för att locka till större souvenirförsäljning enligt NHL-modell. Samtidigt hade också Elitserien drabbats hårt av Bosmandomen, vilken gjorde att kontraktslösa spelare hade rätt att lämna utan att laget i fråga fick ett öre för spelaren, och i Malmö värvades en hel finsk femma in. Den svenska expertkåren tippade enhälligt MIF Redhawks som blivande svensk mästare – men lagets insats på bortaplan resulterade i att Redhawks låg åtta vid jul, varefter tränaren Peo Larsson fick sparken och ersattes av den geniförklarade Barry Smith. Någon vidare effekt av tränarbytet uppstod aldrig, men MIF Redhawks tog sig till slutspel via en vidhållen åttondeplats. I kvarten mot Leksand förmådde MIF att vinna den första matchen, på bortais, men föll därefter i tre raka. Säsongen 1998/99 tränade Niklas Wikegård och Stephan "Lillis" Lundh ett Malmö som satsade för sitt tredje SM-tecken, efter att ha missat fjolårets slutspel. Redhawks säsongsinledning inkluderade bland annat lagets första tvåsiffriga seger sedan avancemanget till Elitserien (10–2 mot Västerås), men sedermera hamnade Redhawks i en ordentlig formsvacka och förlorade sju raka hemmamatcher. Säsongen slutade trots detta med slutspel, där Redhawks kom att skrälla mot Färjestad; i den avgörande matchen ledde FBK med 5–2 med halva tredje perioden kvar att spela, men Redhawks kom att göra fyra mål inom loppet av sex minuter. I semifinalen stod dock seriesuveränen Modo som segrare. Tränarduon stannade kvar ytterligare två säsonger då laget slutade på femte plats i grundserien, med semifinalspel 2000/01 som främst. Till följd av klubbens utförsbacke därefter från mitten- till bottenlag konstaterade Percy Nilsson att Wikegård och Lundh skulle ha fått stanna kvar.
Till säsongen 2004/05 bytte MIF Redhawks namn till Malmö Redhawks, och denna säsong präglades av lockout i NHL. Mot de stjärnspäckade ligakonkurrenterna bar det sig inte annat än en sistaplats i grundserien. Fyra vinster och tre oavgjorda på tio matcher i Kvalserien räckte bara till tredjeplats, vilket innebar att Malmö för första gången fick lämna Elitserien efter 15 säsonger.

### Ett decennium med hockeyallsvensk prägel (2005–2015)
Percy Nilsson, ordförande sedan 21 år, avtackades under styrelsemötet den 29 juni 2005. Nilsson, som hade dömts till fängelse och hade nya turer i rättssystemet framför sig, valde att inte ställa upp till omval. I mars 2006 friades Nilsson på samtliga punkter av Hovrätten. Han efterträddes som ordförande av Mats Engstrand. Malmös allsvenska A-lag tog sig relativt enkelt till Kvalserien 2006 från vilken laget tog steget upp i högsta serien. I Elitserien 2006/07 var dock Malmö avsågat på sista plats mer eller mindre hela säsongen, och degraderades på nytt, till följd av ett underskott på 28 miljoner kronor från säsongen 2005/06.
Sommaren 2007 blev Percy Nilsson åter ordförande (men kom att lämna denna post till Christian Rasmusson i juni 2008). Det nya Malmölaget tillhörde förhandsfavoriterna, och slutade tvåa i den tabellen. Då det åter var allsvenskt spel på agendan för Redhawks innebar det också nya derbyn mot Rögle, men ängelholmarna gick segrande ur samtliga fem bataljer. Kvalserien 2008 fick en dramatisk utgång, där Malmö via förlängningsförlust borta mot avsågade Leksands IF i sista omgången tappade andraplatsen till just Rögle som vann sin match i slutsekunderna hemma mot Mora IK (som i sin tur tappade sin elitserieplats).

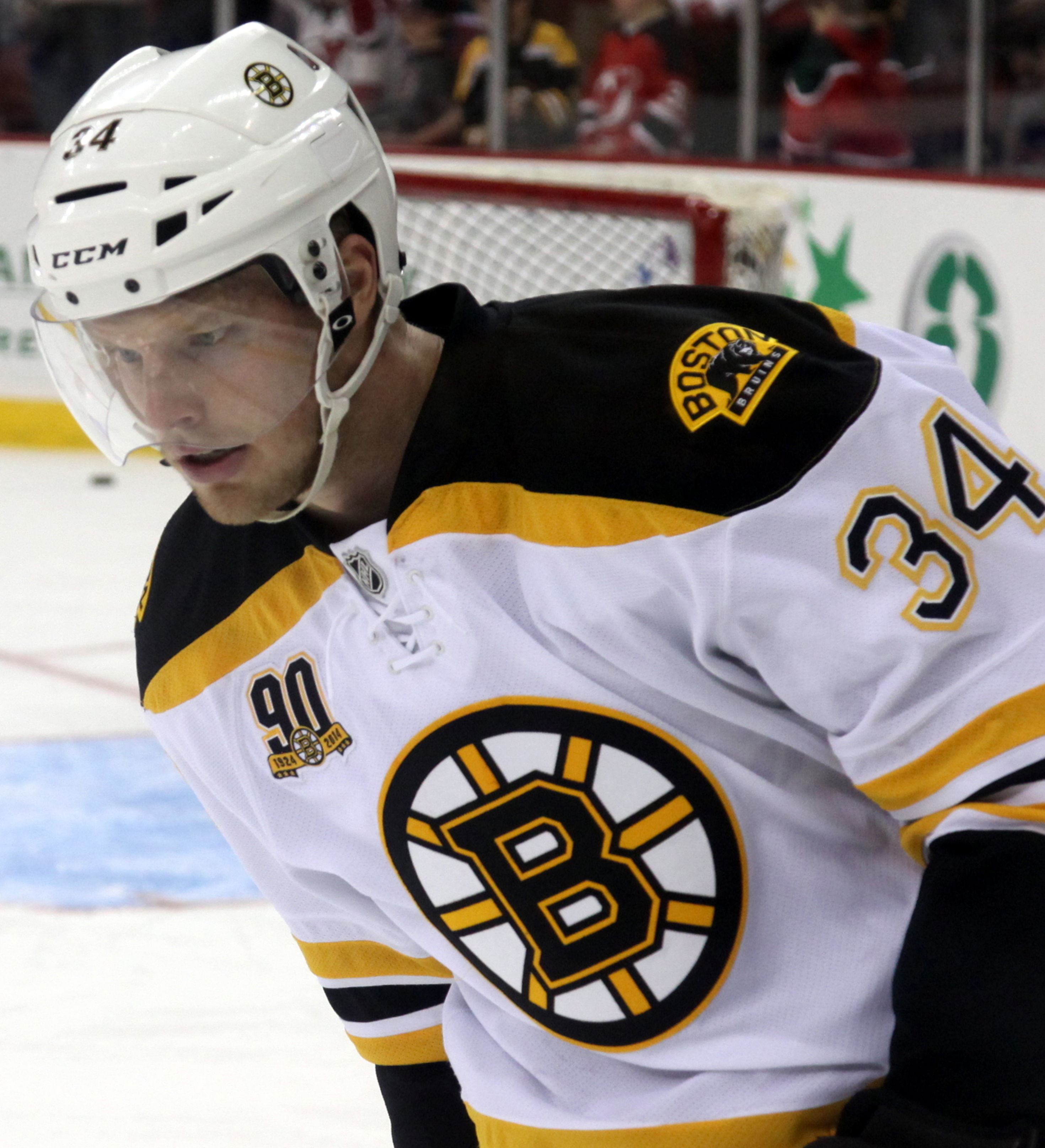
Den NHL-meriterade centern Carl Söderberg är fostrad i Malmö Redhawks, och fick som 23-åring ta en särskild ansvarsroll under den turbulenta perioden i så kallade "Babyhawks" i början av 2009.

Redhawks ändrade inför säsongen 2008/09 om på ledarsidan där Peo Larsson kom in som ny sportchef, och Bobo Simensen blev kvar som huvudtränare (men kom att sparkas den 17 januari 2009). Malmö–Leksand 2–1 den 12 november 2008 blev den första matchen i nya Malmö Arena som rymmer 12 600 personer, där Jonas Höglund blev den historiskt första målskytten. Den 29 januari 2009 tog styrelsen beslutet att samtliga spelare stod fria att lämna föreningen eftersom lönerna inte längre kunde garanteras. För att rädda säsongen och behålla sin allsvenska status tog juniorerna Alexander Bengtsson, Anton Blomqvist, Niklas Arell, Jan Urbas, Victor Öhman, Victor Svensson, Hampus Gustafsson, Jacob Berglund och Jacob Gustafsson plats i A-laget när stjärnorna flyktade. Bottenlaget Redhawks – som där fick smeknamnet Babyhawks för resten av säsongen, med Carl Söderberg i spetsen – blev till en publiksuccé med tre utsålda läktare. På de nio avslutande omgångarna vann ”Babyhawks” de åtta första, men i sista matchen satte Leksand stopp på Playoff-jakten genom att vinna via straffläggning. Den 16 april 2009 meddelades att föreningen klarat sin bolagisering under våren och att föreningens fortsatta existens därmed var räddad. Bolaget tecknade ett femårigt avtal med Percy Nilssons bolag Parkfast om hyra av Malmö Arena, som efterskänkning av de 103 miljoner kronor han satsat i klubben.
Ekonomin, som länge varit en känslig punkt i föreningen, skulle vara mer kontrollerad och spektakulära värvningarna av etablerade stjärnor uteblev och istället genomfördes mer genomtänkta värvningar 2009/10 i form av främst Babyhawks med danskarna Kim Staal och Morten Green utifrån. Årets målsättning om att placera sig bättre än under fjolåret kom att uppnås med råge; Redhawks hade stora delar under säsongen varit med i kampen om en tredjeplats i grundserien, men hamnade till slut på femte plats. Därmed väntade spel i Playoff; i första omgången slogs Bofors tillbaka i två raka matcher, men föll mot Almtuna IS i andra omgången med 2–1 i matcher. I slutet av säsongen 2010/11 vid en omorganisation i ledningen gick miljardären Hugo Stenbeck in som finansiär; dels för att fylla de ekonomiska luckorna för den gångna säsongen, och dels för att möjliggöra en storsatsning inför kommande säsong. Jesper Mattsson – den värvade lagkapten – sparkades mitt under säsongen efter oenigheter med ledningen. Inför säsong 2011/12 gjordes en stor satsning där bland annat NHL-meriterade Linus Klasen värvades som ny lagkapten. Jesper Mattson övertalades att komma tillbaka; denna gång dock ej som lagkapten. Under inledningen av säsongen höll sig Malmö rätt så högt i tabellen, men tappade mark med tiden och Leif Strömberg byttes ut som tränare. I sista omgången tog dock Malmö en plats i Playoff-serien tillsammans med Rögle, IK Oskarshamn och VIK Västerås men kom där tvåa. Tommy Qvarfort tog över som ordförande i Redhawks Ishockey AB i februari 2012 efter Mikael Nilsson efter en styrelsekris. Efter att säsongen avslutats stod det klart att organisationen spenderat 61,8 miljoner på en säsong. En schism uppstod mellan Redhawks och Hugo Stenbeck, vilken dock så småningom bilades. Föreningen var nära att gå i konkurs och en rekonstruktion begärdes, och många av de dyrare kontrakten avslutades. Spelarbudgeten inför den nya säsongen (2012/13) blev därför avsevärt mindre än föregående år; cirka 12 miljoner, alltså cirka 50 miljoner kronor mindre än året innan. Den tidigare Malmö-profilen Patrik Sylvegård tog över som både sportchef och VD. Strax därefter meddelades att Mats Lusth, tidigare MIF-profil även han, tar över som tränare. Spelmässigt uppträdde Malmö ojämnt; som sämst var laget på tionde plats och bäst femma, för att slutligen hamna på nionde plats – vilket är den lägsta placering laget haft sedan storsatsningen i slutet av 1980-talet.
Fyra dagar efter säsongsavslutet 2013 meddelades det att Ulf Taavola slutar som huvudtränare för Malmö Redhawks. Mats Lusth som hade varit assisterande tränare fick ta över ansvaret som huvudtränare. Några dagar senare meddelades även att fem av spelarna inte får sina kontrakt förlängda. Malmö lyckades pricka formtoppen mot slutet av serien, vilket gav en förstaplats i tabellen. I Kvalserien dock slutade Malmö på fjärde plats, det vill säga ännu ett misslyckat återtåg till högstaligan – som från och med denna säsong benämnts SHL. Under större delen av hösten 2014 var Malmö serieledare, men en dramatisk avslutning på serien väntade där topp-3-lagen hade 89 poäng vardera som ledde till en tredjeplats för Malmö som därmed fick spela i Slutspelsserien. Efter tre raka förluster var laget uträknat men lyckades därefter vinna några matcher på slutet och fick övriga resultat med sig, vilket gjorde att Malmö gick vidare till direktkval till SHL mot Leksands IF i bäst av sju matcher. En direkt avgörande sjunde-match fick spelas i Tegera Arena, där Malmö efter åtta raka säsonger i Hockeyallsvenskan säkrade SHL-avancemanget med 4–2 i tom bur av Henrik Hetta i matchens slutsekunder.

### Ny era i högstaligan (2015 och framåt)
Bara några veckor efter att Malmö hade gått upp till SHL entledigades Mats Lusth som huvudtränare. Det spekulerades i att vissa spelare som satt på utgående kontrakt inte ville fortsätta till nästa säsong om Lusth var kvar, och det nämndes även från officiellt håll om att "laget rustar för nya utmaningar" och att "dessa kräver en ny ledare". Laget klarade sig kvar i SHL med en tolfteplats, men gjorde en ekonomisk förlust på cirka 8 miljoner kronor som till stor del berodde på att klubben som nykomling fick 6 miljoner mindre än övriga SHL-klubbar i ligabidrag.
Inför säsongen 2016/17 hände mycket, både beträffande spelare (elva värvades och sju lämnade) och ledare. Björn Hellkvist fick sluta som tränare och ersattes av Peter Andersson. En relativt lyckad grundserie gav en plats i Playoff- till slutspel, där man enkelt tog sig vidare till sin första kvartsfinal i SM-slutspelet på 15 år, som man dessutom lyckades vinna, vilket uppföljdes med ett uttåg i semifinalen. Den i termer av poängskörd mest framgångsrika grundserien i den högsta ligan sedan 1999/2000 för Malmös del renderade i en andra raka semifinal för laget 2018, där det tog stopp med 0–4 i matcher mot ett guldjagande Växjö Lakers i rekordform. Säsongen därpå blev den tredje raka med över 80 inspelade poäng i grundserien, vilket ledde till en direktplats till SM-kvartsfinal men föll i densamma med 1–4 i matcher mot Frölunda HC. Efter att ha slutat nia i grunderien 2019/20 blev SM-slutspelet, tillika alla kvalspel i hockeyns två högsta divisioner, inställda på grund av Corona-virusutbrottet.
Med Joakim Fagervall som ny huvudtränare efter Peter Andersson hamnade Malmö säsongen 2020/21 åter på nionde plats, och förlorade mot Färjestad BK i playoff-spelet, då säsongen hade spelats inför mestadels 8 till 50 åskådare allmänt i svensk elitishockey. I mitten av januari hade klubben fått pausa sin verksamhet till följd av Covid-smitta inom laget, då minst två schemalagda matcher fick skjutas upp. På grund av uteblivna resultat entledigades Fagervall den 17 januari 2022, och assisterande tränare Tomas Kollar tog tillfälligt över för resten av säsongen som laget slutade tolva. Kollars kontrakt förlängdes och säsongen 2022/23 blev Malmö förankrat i botten och slutade sist i tabellen. Man avslutade dock med sex raka segrar i slutet av grundserien. Segrarna fortsatte i kvalet där man gick upp till 3–0 i matcher mot Brynäs IF. Matchserien slutade till slut 4–1 till Malmös favör som därmed säkrade även nästa års SHL-kontrakt, medan Brynäs för första gången någonsin degraderades från ligan. Inför säsongen 2023/24 tippades Malmö komma på negativ kvalplats men höll sig kvar ännu ett år med en tolfteplats.

## Färger och varumärke
Andra halvan av 1990-talet präglades av namnbytet från Malmö IF till MIF Redhawks, där introduktionen av "Redhawks"-varumärket innefattade ett ställ som blev baserat på lagets nuvarande färger; svart, röd och vit, istället för det tidigare vita stället med blåa, röda och gula inslag som har använts som ett retroställ sporadiskt sedan dess. Idag är röd den dominerande färgen på matchstället där ett mer svartpräglat ställ, som var standarden under de första Redhawks-åren, istället kan användas som tredjeställ.

## Säsonger och resultat
| Säsong    | Division            | Placering | Playoff/Kval                |          |
| Malmö IF  | Malmö IF            | Malmö IF  | Malmö IF                    | Malmö IF |
| --------- | ------------------- | --------- | --------------------------- | -------- |
| 1972/1973 | Division II Södra B | 3         |                             |          |
| 1973/1974 | Division II Södra B | 1         | 4:a i kvalserien            |          |
| 1974/1975 | Division II Södra B | 3         | Serieomläggning             |          |
| 1975/1976 | Division I Södra    | 4         | Playoff: Utslagna av Örebro |          |
| 1976/1977 | Division I Södra    | 8         |                             |          |
| 1977/1978 | Division I Södra    | 7         |                             |          |
| 1978/1979 | Division I Södra    | 4         | Playoff: Utslagna av Bofors |          |
| 1979/1980 | Division I Södra    | 7         |                             |          |
| 1980/1981 | Division I Södra    | 8         |                             |          |
| 1981/1982 | Division I Södra    | 8         |                             |          |

Från och med säsongen 1982/1983 infördes Allsvenskan som slutspelsserie för de lag som placerade sig bäst i serien före juluppehållet. Övriga lag spelade vidare i en fortsättningsserie
| Säsong    | Division            | Placering | Fortsättningsserie         | Playoff/Kval                                                        |
| --------- | ------------------- | --------- | -------------------------- | ------------------------------------------------------------------- |
| 1982/1983 | Division I Södra    | 8         | 6:a i fortsättningsserien  |                                                                     |
| 1983/1984 | Division I Södra    | 9         | 7:a i fortsättningsserien  | 3:a i kvalserien, nerflyttade                                       |
| 1984/1985 | Division II Södra B | 1         | Playoff: Besegrar Gislaved | 2:a i kvalserien, uppflyttade                                       |
| 1985/1986 | Division I Södra    | 4         | 2:a i fortsättningsserien  | Playoff: Besegrar Mora, utslagna av Örebro                          |
| 1986/1987 | Division I Södra    | 4         | 2:a i fortsättningsserien  |                                                                     |
| 1987/1988 | Division I Södra    | 3         | 2:a i fortsättningsserien  | Playoff: Utslagna av Vallentuna                                     |
| 1988/1989 | Division I Södra    | 3         | 1:a i fortsättningsserien  | Playoff: Besegrar Grums, Sundsvall och Vita Hästen 2:a i Kvalserien |
| 1989/1990 | Division I Södra    | 1         | 1:a i Allsvenskan          | Allsvenska finalen: Besegrade Modo, uppflyttade                     |

Malmö IF spelade sig upp i Elitserien 1990. Vid denna tid och fram till 1996 fick de två sämsta lagen i serien före jul spela med de främsta Division I-lagen i Allsvenskan under våren. Placering före juluppehållet redovisas inom parentes.
| Säsong         | Division            | Placering | SM/Playoff                                            | SM-final/kval                             |
| -------------- | ------------------- | --------- | ----------------------------------------------------- | ----------------------------------------- |
| 1990/1991      | Elitserien          | 5 (6)     | SM: Utslagna av Luleå                                 |                                           |
| 1991/1992      | Elitserien          | 2 (1)     | SM: Besegrar AIK och Brynäs                           | SM-final: Besegrar Djurgården, SM-guld    |
| 1992/1993      | Elitserien          | 3 (4)     | SM:Besegrar Modo, utslagna av Brynäs                  |                                           |
| 1993/1994      | Elitserien          | 3 (2)     | SM: Besegrar Rögle och Brynäs                         | SM-final: Besegrar Modo, SM-guld          |
| 1994/1995      | Elitserien          | 2 (5)     | SM: Besegrar Västerås, utslagna av HV71               |                                           |
| 1995/1996      | Elitserien          | 8 (5)     | SM: Utslagna av Luleå                                 |                                           |
| MIF Redhawks   |                     |           |                                                       |                                           |
| 1996/1997      | Elitserien          | 8         | SM: Utslagna av Leksand                               |                                           |
| 1997/1998      | Elitserien          | 9         |                                                       |                                           |
| 1998/1999      | Elitserien          | 8         | SM: Besegrar Färjestad, utslagna av Modo              |                                           |
| 1999/2000      | Elitserien          | 5         |                                                       |                                           |
| 2000/2001      | Elitserien          | 5         | SM: Besegrar Brynäs, utslagna av Färjestad            |                                           |
| 2001/2002      | Elitserien          | 6         | SM: Utslagna av HV71                                  |                                           |
| 2002/2003      | Elitserien          | 10        |                                                       |                                           |
| Malmö Redhawks |                     |           |                                                       |                                           |
| 2003/2004      | Elitserien          | 11        |                                                       | 1:a i kvalserien                          |
| 2004/2005      | Elitserien          | 12        |                                                       | 3:a i kvalserien, nerflyttade             |
| 2005/2006      | Hockeyallsvenskan   | 1         |                                                       | 1:a i kvalserien, uppflyttade             |
| 2006/2007      | Elitserien          | 12        |                                                       | 3:a i kvalserien, nerflyttade             |
| 2007/2008      | Hockeyallsvenskan   | 2         |                                                       | 3:a i kvalserien                          |
| 2008/2009      | Hockeyallsvenskan   | 8         |                                                       |                                           |
| 2009/2010      | Hockeyallsvenskan   | 5         | Playoff: Besegrar Bofors, utslagna av Almtuna         |                                           |
| 2010/2011      | Hockeyallsvenskan   | 8         |                                                       |                                           |
| 2011/2012      | Hockeyallsvenskan   | 7         | 2:a i förkvalsserien                                  |                                           |
| 2012/2013      | Hockeyallsvenskan   | 9         |                                                       |                                           |
| 2013/2014      | Hockeyallsvenskan   | 1         |                                                       | 4:a i kvalserien                          |
| 2014/2015      | Hockeyallsvenskan   | 3         | 3:a i slutspelsserien                                 | Direktkval: Besegrar Leksand, uppflyttade |
| 2015/2016      | Svenska Hockeyligan | 12        |                                                       |                                           |
| 2016/2017      | Svenska Hockeyligan | 8         | SM: Besegrar Luleå och Växjö Lakers, utslagna av HV71 |                                           |
| 2017/2018      | Svenska Hockeyligan | 6         | SM: Besegrar Frölunda, utslagna av Växjö Lakers       |                                           |
| 2018/2019      | Svenska Hockeyligan | 6         | SM: Utslagna av Frölunda                              |                                           |
| 2019/2020      | Svenska Hockeyligan | 9         | SM: inställt                                          |                                           |
| 2020/2021      | Svenska Hockeyligan | 9         | SM: Utslagna av Färjestad                             |                                           |
| 2021/2022      | Svenska Hockeyligan | 12        |                                                       |                                           |
| 2022/2023      | Svenska Hockeyligan | 14        |                                                       | Play Out: Besegrar Brynäs                 |
| 2023/2024      | Svenska Hockeyligan | 12        |                                                       |                                           |
| 2024/2025      | Svenska Hockeyligan | 10        | SM: Utslagna av Brynäs                                |                                           |

## Spelare

### Nuvarande trupp
| Nr        | Nat       | Namn                   | Längd     | Född      | Födelseort       | Moderklubb                 | Vikt      | Skott     | Kontrakt  |
| Målvakter | Målvakter | Målvakter              | Målvakter | Målvakter | Målvakter        | Målvakter                  | Målvakter | Målvakter | Målvakter |
| --------- | --------- | ---------------------- | --------- | --------- | ---------------- | -------------------------- | --------- | --------- | --------- |
| 94        | Tjeckien  | Marek Langhamer        | 189       | 1994      | Moravska Trebova | HC Slovan Moravska Trebova | 88        | L         | 25/26     |
| 72        | Sverige   | Daniel Marmenlind      | 183       | 1997      | Uppsala          | Arlanda HC                 | 85        | L         | 26/27     |
| Backar    |           |                        |           |           |                  |                            |           |           |           |
| 49        | Kanada    | Seth Barton            | 191       | 1999      | Kelowna          |                            | 89        | R         | 25/26     |
| 41        | Sverige   | Joseph Berger          | 187       | 1999      | Visby            | Frölunda HC                | 88        | L         | 25/26     |
| 17        | Sverige   | Johan Ivarsson         | 188       | 1995      | Höör             | Frosta HC                  | 88        | L         | 26/27     |
| 26        | Sverige   | Patrik Norén           | 181       | 1992      | Säter            | Säters IF                  | 83        | L         | 26/27     |
| 42        | Finland   | Robin Salo             | 185       | 1989      | Espoo            | Vasa Sport                 | 85        | L         | 25/26     |
| 4         | Sverige   | Martin Schreiber       | 188       | 2002      | Karlskoga        | Bofors IK                  | 84        | L         | 26/27     |
| 33        | Finland   | Lassi Thomson          | 182       | 1989      | Tampere          | Ilves                      | 86        | R         | 25/26     |
| Forwards  |           |                        |           |           |                  |                            |           |           |           |
| 20        | Norge     | Thomas Berg-Paulsen    | 187       | 1999      | Stavanger        | Siddis Hockey              | 83        | L         | 25/26     |
| 16        | Tyskland  | Maximilian Eisenmenger | 189       | 1998      | Münster          | Djurgårdens IF             | 88        | L         | 25/26     |
| 23        | Tjeckien  | Robin Hanzl            | 185       | 1989      | Usti nad Labem   | HC Slovan Ustecti Lvi      | 79        | L         | 25/26     |
| 63        | Sverige   | Fredrik Händemark (C)  | 194       | 1993      | Björbo           | Björbo IF                  | 94        | L         | 28/29     |
| 32        | Finland   | Joona Ikonen           | 178       | 1998      | Tampere          | Ilves                      | 74        | R         | 25/26     |
| 22        | Finland   | Janne Kuokkanen        | 185       | 1998      | Oulunsalo        | Kiekko-Laser               | 88        | L         | 28/29     |
| 15        | Sverige   | Freddie Larsson        | 191       | 2004      | Helsingborg      | IF Lejonet                 | 88        | L         | 25/26     |
| 11        | Sverige   | Nikola Pasic           | 177       | 2000      | Gislaved         | Gislaveds SK               | 85        | L         | 23/24     |
| 95        | Sverige   | Carl Persson (A)       | 185       | 1995      | Kristianstad     | Kristianstads IK           | 95        | L         | 26/27     |
| 91        | Sverige   | Axel Sundberg          | 188       | 1998      | Ekerö            | Ekerö IK                   | 95        | R         | 26/27     |
| 13        | Norge     | Petter Vesterheim      | 181       | 2004      | Lørenskog        | Lørenskog IK               | 80        | L         | 26/27     |
| 24        | Sverige   | William von Barnekow   | 193       | 2002      | Malmö            | Limhamn HK                 | 90        | L         | 26/27     |
| 12        | Sverige   | Linus Öberg            | 182       | 2000      | Vänersborg       | Vänersborgs HC             | 93        | R         | 25/26     |

Senast uppdaterad 29 maj 2025.
| Namn                 | Roll                 | Född             | Födelseort | Värvad    |
| Ledarstab            | Ledarstab            | Ledarstab        | Ledarstab  | Ledarstab |
| -------------------- | -------------------- | ---------------- | ---------- | --------- |
| Tomas Kollar         | Huvudtränare         | 20 april 1982    | Stockholm  | 2022/23   |
| Jens Nielsen         | Assisterande tränare | 23 oktober 1969  | Köpenhamn  | 2024/25   |
| Bert Robertsson      | Assisterande tränare | 30 juni 1974     | Södertälje | 2024/25   |
| Cristopher Nihlstorp | Målvaktstränare      | 16 februari 1984 | Malmö      | 2021/22   |

## Kända Malmöspelare

### Pensionerade tröjnummer
- Nr 1 - Peter "Pekka" Lindmark
- Nr 5 - Roger Nordström
- Nr 18 - Patrik Sylvegård
- Nr 21 - Jesper Mattsson
- Nr 25 - Kaj Olsson
- Nr 66 - Mats Lusth

Andra noterbara spelare som tidigare har representerat laget
Juha Riihijärvi, Daniel Rydmark, Jesper Mattsson, Raimo Helminen, Marcus Thuresson, Peter Andersson, Robert Burakovsky, Bo Svanberg, Roger Öhman, Håkan Åhlund, Marcus Magnertoft, Peter Sundström, Roger Hansson, Mikael Wahlberg, Mats Näslund, Kim Staal, Robert Svehla, Tomas Sandström, Peter Hasselblad, Niklas Sundblad, Jan Hammar, Matti Pauna, Janne Ojanen, Johan Norgren, Roger Nordström, Peter "Pekka" Lindmark, Andreas Hadelöv, Kim Johnsson, Henrik Malmström, Johan Sälle, Jesper Damgaard, Frans Nielsen.